# نووی پرروو
نووی پرروو (به چکی: Nový Přerov) یک منطقهٔ مسکونی در جمهوری چک است که در ناحیه برتسلاو واقع شده‌است. نووی پرروو ۶٫۱۳ کیلومتر مربع مساحت و ۳۴۱ نفر جمعیت دارد و ۱۸۰ متر بالاتر از سطح دریا واقع شده‌است.